# Трубопровід морський
Трубопровід морський (рос. трубопровод морской; англ. off-shore pipeline; нім. off-shore Rohrleitung f) – трубопровід, який прокладають у морських акваторіях; служить для транспортування нафти, нафтопродуктів, природних і штучних газів (в т.ч. скраплених), води та ін.; розміщують під дном (заглиблені трубопроводи), на дні (незаглиблені) і біля дна (занурені). Виготовляються однотрубними (товщина стінки понад 7 мм), двотрубними "труба в трубі" або багатотрубними; захищені антикорозійною ізоляцією з полімерних і бітумних матеріалів посиленого типу.